# Claude Dilain
Claude Dilain est une personnalité politique française née le 12 août 1948 à Saint-Denis (Seine-Saint-Denis) et mort le 3 mars 2015 à Paris 15e.
Sénateur de la Seine-Saint-Denis et maire de Clichy-sous-Bois, il a été une figure de la lutte contre le logement insalubre.

## Mandats électifs
Fils d’ouvrier né et élevé à Saint-Denis (Seine-Saint-Denis), dans le quartier Bel-Air, il devient médecin-pédiatre et choisit Clichy-sous-Bois pour y installer son cabinet en 1978 de 1978 à 2013. Maire, il continue d'exercer quatre demi-journées par semaine dans sa ville. Investi dans la vie locale, il milite contre une usine d'incinération puis une voie routière qui devait couper la ville en deux. Dans ces combats, il se lie avec le jeune communiste Olivier Klein dont il fera plus tard son premier adjoint. Avec lui, il conduit une liste opposée au maire, ancien PCF, André Déchamps, accusé de dérives racistes. Leur liste d'union de la gauche l'emporte en juin 1995 sur Gérard Probert, maire sans étiquette, avec 150 voix d'avance dans une triangulaire contre le FN et la droite.
Élu conseiller général du canton du Raincy en 1998, il est battu en 2004 puis réélu en 2011.
En mars 2008, il est réélu maire au premier tour de scrutin avec le renfort de militants associatifs issus de la révolte de 2005. En septembre 2011, Claude Dilain est élu sénateur de la Seine-Saint-Denis et démissionne de la mairie (Olivier Klein lui succède) pour se consacrer à son nouveau mandat.
Bien que de bords politiques diamétralement opposés, il crée en 1997 une des premières communautés de communes d'Île-de-France avec le maire de la ville voisine de Montfermeil (dirigée par Pierre Bernard puis Xavier Lemoine), qui devient la Communauté d'agglomération de Clichy-sous-Bois Montfermeil. La structure est présidée en alternance par les maires des deux communes : « Quand les populations cumulent autant de handicaps, on ne peut pas y ajouter des dissensions entre les communes », déclare alors Claude Dilain.
Sans responsabilité nationale dans l'appareil du Parti socialiste, il avait soutenu Martine Aubry.
Victime d'un malaise fin février 2015, il meurt à l'hôpital parisien Georges-Pompidou le 3 mars suivant, après plusieurs jours de coma,.

Le 7 mars 2015, le président de la République a rendu un hommage public à Claude Dilain dans sa ville, appelant à continuer son combat pour la banlieue :
« Poursuivre l'œuvre de Claude Dilain, cet inlassable défenseur des banlieues. C'est en substance le message de François Hollande délivré samedi devant plus d'un millier d'habitants de Clichy-sous-Bois (Seine-Saint-Denis) après la mort mardi de leur ancien maire PS à la tête de cette ville de banlieue parisienne durant seize ans et qui fut le théâtre de violentes émeutes en 2005. " Notre devoir aujourd'hui c'est d'entendre " le message de Claude Dilain " pour que les drames qu'il a vécus ne se reproduisent plus " a souligné le président de la République, rappelant la batterie de mesures annoncées la veille par le gouvernement, notamment sur la mixité sociale dans les quartiers. Le chef de l'Etat a également loué la mémoire de l'ancien sénateur PS et maire de Clichy-sous-Bois, "l'un des meilleurs enfants " de la République. »

## Actions
En 1995, Claude Dilain est élu maire d'une ville très endettée et parmi les plus pauvres de France. Il réussit à équilibrer le budget et met en place une stratégie de désendettement de la ville, qui est classé A1 en 2006 par l'agence de notation Moody's : « « On parle beaucoup des villes de banlieue et de manière implicite on sous-entend qu'elles sont mal gérées, dit-il. On a voulu démontrer qu'on peut être une ville pauvre et de pauvres et être très bien gérée. ». En 2010, la note progresse à Aa3 : « Nous faisons un maximum d'économies sur le fonctionnement pour pouvoir faire des investissements sans trop emprunter. On s'était fixé de ne pas emprunter plus que la moitié de ce qu'on remboursait. [Cette note] nous permet d'emprunter plus facilement avec des taux d'intérêt plus faibles. ».
De 2000 à 2007, il est nommé vice-président du Conseil national des villes. En avril 2008, il est élu président de l'association Villes et banlieues de France, association créée en 1983, rassemblant des élus de banlieue de toutes tendances, et dont il était auparavant vice-président.
Avec le maire de Montfermeil, il se bat pendant plusieurs années pour obtenir une branche du tramway T4 desservant le plateau de Clichy face à l'opposition d'Alain Calmat, maire de Livry-Gargan, dont Claude Dilain fut un temps le suppléant. Après les émeutes de 2005, ce débat prend une dimension nationale. En 2007, la secrétaire d’État chargée de la politique de la ville Fadela Amara l'inscrit parmi les objectifs de son plan "Espoir banlieues". Très soutenu par le président du Conseil régional Jean-Paul Huchon, le projet prend du retard mais n'est jamais abandonné. En septembre 2014, le Président de la République François Hollande annonce lui-même une mise en service pour 2018.
En décembre 2004, la communauté d'agglomération de Clichy-sous-Bois / Montfermeil signe avec l'État le Programme de renouvellement urbain du plateau de Clichy-sous-Bois et Montfermeil (le renouvellement urbain concerne le Haut-Clichy et pour Montfermeil, le quartier des Bosquets et ses alentours). Très impliqué dans la lutte contre le logement dégradé en tant que maire. Lors des violences urbaines de 2005, il arpente nuit et jour les cités aux côtés des associatifs[Quoi ?], pour être avec les habitants et apaiser. Meurtri par cette flambée de violences mais autant par les réactions conservatrices de ses collègues de tous bords sur les populations reléguées, il avait plaidé pour que « la République ne verse pas de larmes de crocodiles » mais ouvre les yeux sur la réalité sociale des territoires relégués. Le procès des policiers mis en cause dans la mort de Zyed et Bouna devait débuter peu avant sa mort, près de 10 ans après les faits.
En 2010, il s'élève avec fracas dans Le Monde le 10 avril 2010 en déclarant : « j'ai honte d'être le représentant impuissant de la République française ». Il s'insurge en affirmant que « la politique de la ville, si elle n'est pas défendue au plus haut niveau de l’État par un premier ministre capable de mobiliser tous les ministères, ne peut résoudre les problèmes des banlieues les plus difficiles, quelle que soit la volonté affichée par les ministres ou secrétaires d’État successifs. » en détaillant les problèmes des copropriétés en déshérence, la détresse des habitants et l'incapacité d'une mairie seule à y répondre. Il poursuit cette action déterminée au Sénat avec la remise en 2013 d'un rapport sur les copropriétés privées à la ministre du Logement Cécile Duflot et en étant co-rapporteur de la loi ALUR. En mars 2014, il est nommé président de l'Agence nationale de l'habitat (ANAH).

## Synthèse des mandats
- 1995-2011 : maire de Clichy-sous-Bois ;
- 2011-2015 : sénateur de la Seine-Saint-Denis ;
- 1998-2004 et 2011-2015 : conseiller général du canton du Raincy ;
- 1997-2011 : président ou vice-président de la Communauté d'agglomération de Clichy-sous-Bois Montfermeil (une année sur deux) ;
- 2008-2011 : président de l'Association des maires ville et banlieue de France.